# 9012Live (video)
9012Live è il video di un concerto del gruppo progressive rock inglese Yes.

## Il video
Il filmato fu registrato a Edmonton, in Canada, il 28 settembre 1984.
Il concerto fa parte del tour seguente l'uscita di 90125, nel momento di maggior successo commerciale per il gruppo.
Il filmato fu diretto da Steven Soderbergh. Nel 2006 tale video è stato ripubblicato in supporto DVD con contenuti speciali, come il director's cut del concerto ed interviste ai componenti del gruppo, ed infine vi è inserita anche una bonus track, sempre tratta dal concerto.

## Contenuti VHS
1. Cinema
2. Leave It
3. Hold On
4. I've Seen All Good People
5. Changes
6. Owner of a Lonely Heart
7. It Can Happen
8. City of Love
9. Starship Trooper

## Contenuti DVD
1. Introduction
2. Cinema
3. Leave It
4. Hold On
5. I've Seen All Good People
6. Changes
7. Owner of a Lonely Heart
8. It Can Happen
9. City of Love
10. Starship Trooper
11. Bonus Track: Roundabout

## Formazione
- Jon Anderson: voce, chitarra e percussioni
- Trevor Rabin: chitarra
- Tony Kaye: tastiere
- Chris Squire: basso elettrico
- Alan White: batteria e percussioni